# Saalfelden
Saalfelden (full name Saalfelden am Steinernen Meer, trong tiếng Austro-Bavarian: Soiföin hay Soifejn) là một thành phố ở bang Salzburg và là trung tâm hành chính của Pinzgauer Saalachtal. Với dân số 16.000 người năm 2004, Saalfelden cũng là thành phố lớn nhất ở Pinzgau.

## Địa lý
Mặc dù khu vực Saalfelden luôn là nơi đông dân nhất của vùng Pinzgau lịch sử, nhưng trụ sở hành chính của huyện lại đặt tại thị trấn lân cận Zell am See.

### Lưu vực Saalfelden
Saalfelden am Steinernen Meer nằm ở độ cao 744 m (2.441 ft) so với mực nước biển và có diện tích hành chính 118 km2 (46 dặm vuông Anh). Phần lớn diện tích đô thị được tạo thành bởi lưu vực Saalfelden (Saalfeldner Becken), nằm giữa các dãy núi thuộc Northern Limestone Alps:
- Steinernes Meer với cao nguyên ở phía bắc, tạo thành biên giới với Đức
- Leogang Mountains và Biberg ở phía tây
- Khối núi Hochkönig và Salzburg Slate Alps ở phía đông.

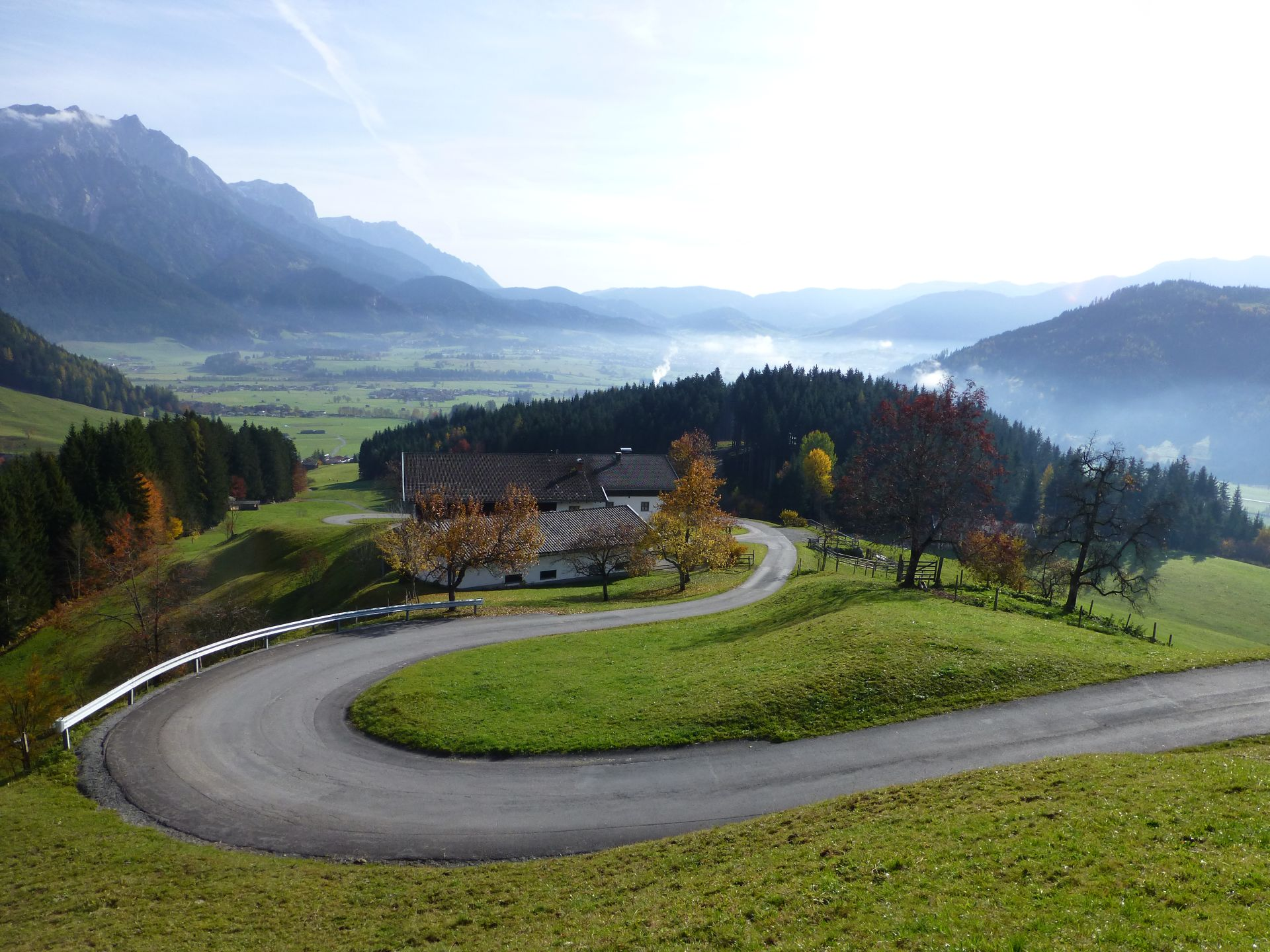
Toàn cảnh lưu vực Saalfelden

Về phía nam, lưu vực mở rộng và nối liền với lưu vực Zell (Zeller Becken) có Hồ Zell và sông Salzach. Vì vậy, thuật ngữ lưu vực Zell-Saalfelden (Zeller-Saalfeldener Becken) cũng được sử dụng cho toàn thung lũng – nơi có tầm nhìn ra dãy High Tauern, đặc biệt là các đỉnh nổi bật Kitzsteinhorn và Wiesbachhorn. Hai lưu vực này được ngăn cách bởi một ranh giới thung lũng khó nhận biết. Đây là một trong những lưu vực nội An-pơ lớn nhất.
Con sông chính trong lưu vực là Saalach. Sông bắt nguồn từ thung lũng Glemm phía trên, đổ vào lưu vực phía nam Saalfelden rồi chảy qua theo hướng nam – bắc. Một nhánh phải của sông Saalach chảy qua Saalfelden từ đông sang tây là suối Urslau. Một nhánh trái, Leoganger Ache, chảy từ phía tây nhập vào Saalach. Ngoài ra còn có nhiều nhánh suối nhỏ khác. Ở trung tâm lưu vực có đồi Kühbühel (“đồi bò”) cao khoảng 100 m (330 ft).
Hồ duy nhất trong lưu vực rộng lớn là hồ nhân tạo Ritzensee, được đào để phục vụ giải trí. Ngoài ra còn có một số ao nhân tạo khác, chủ yếu phục vụ câu cá và du lịch.

### Các đơn vị hành chính
Đô thị Saalfelden bao gồm các đơn vị địa bạ: Bergham, Farmach, Gerling, Haid, Hohlwegen, Lenzing, Lichtenberg và Saalfelden trung tâm.

## Lịch sử

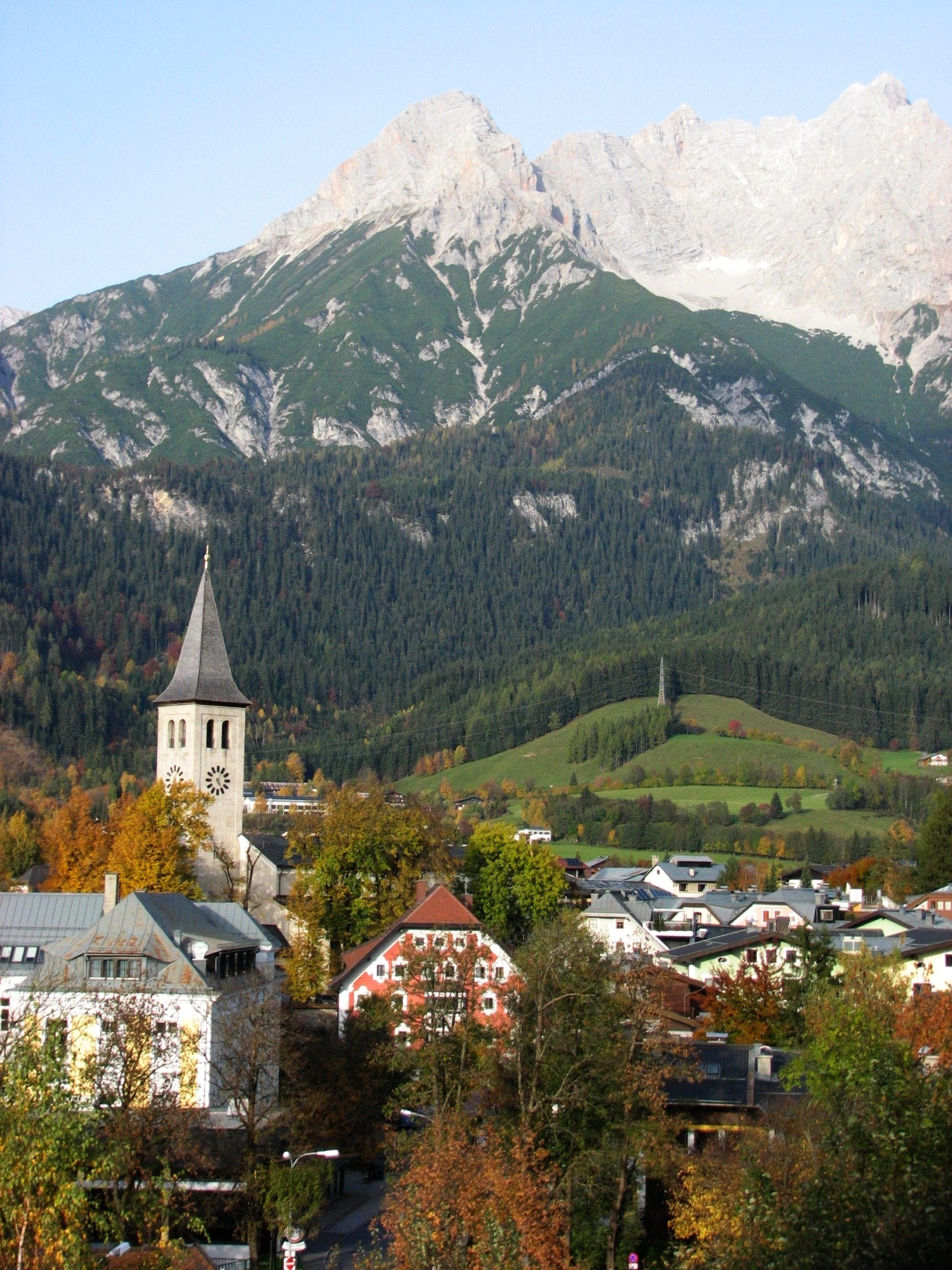
Trung tâm thị trấn với nhà thờ giáo xứ, tháng 10 năm 2008

Những phát hiện khảo cổ sớm nhất tại lưu vực Saalfelden có niên đại từ thời kỳ Đồ đá mới. Khu vực này có dân cư liên tục từ cuối Thời đại đồ sắt, khi các bộ lạc người Celt đến định cư. Từ thế kỷ 7, người Bavaria từ phía bắc bắt đầu tới đây. Khoảng 100 năm sau, các điền trang Salvet bên sông Saalach được đề cập lần đầu tiên trong sổ ghi chép của các Giám mục Salzburg. Khi đó khu vực đã thuộc Đế chế Carolingian, và được sáp nhập vào quận Pinzgau của vương quốc Frank.
Khoảng năm 1000, các điền trang Saalfelden được Tổng giám mục Hartwig của Salzburg mua lại; và vào đầu thế kỷ 13, toàn bộ vùng Pinzgau đã thuộc quyền cai quản của các giám mục thân vương. Saalfelden lần đầu tiên được nhắc đến như một thị trấn chợ vào giữa thế kỷ 14. Nó vẫn thuộc Tổng giáo phận Salzburg cho đến khi bị thế tục hóa vào năm 1803.
Sau khi vùng đất Salzburg sáp nhập, Saalfelden cuối cùng thuộc về Đế quốc Áo vào năm 1816. Thị trấn được công nhận địa vị đô thị vào năm 2000.

## Thể thao và giải trí

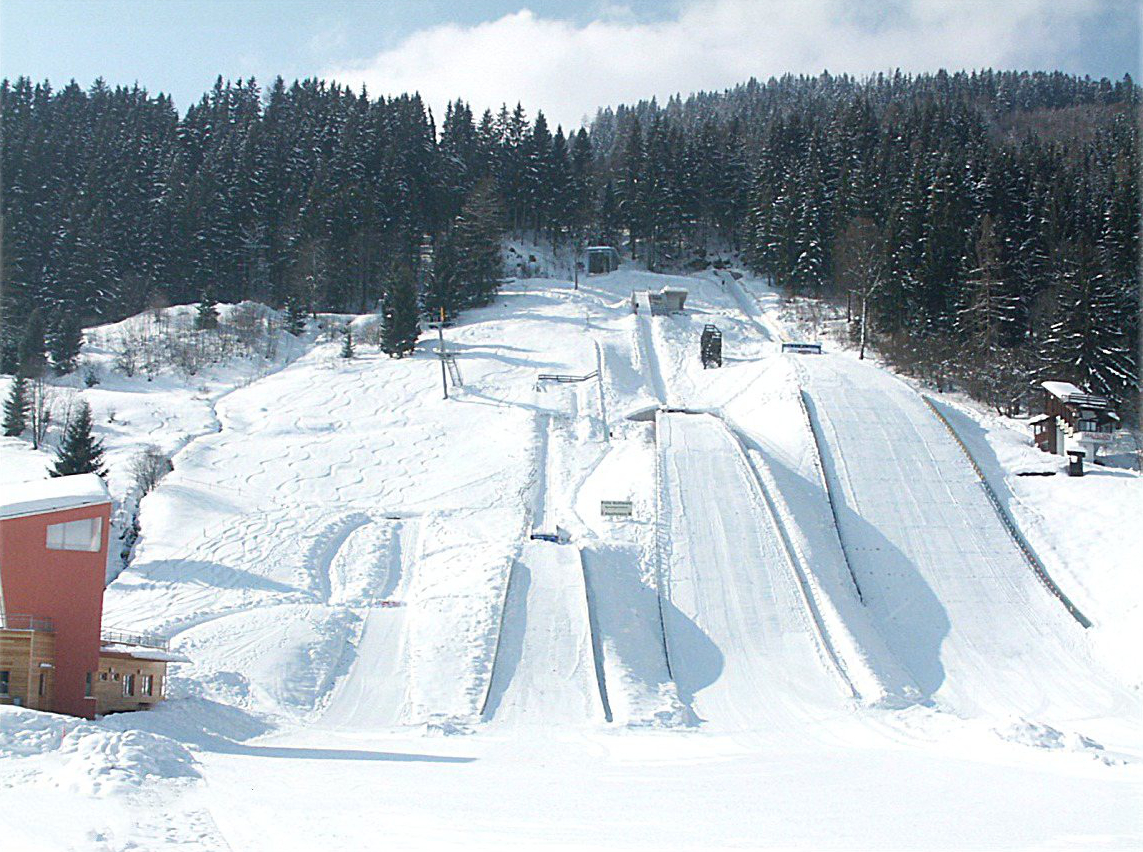
Sân nhảy trượt tuyết Felix Gottwald

Hồ Ritzensee và khu rừng Kollingwald liền kề là khu vực vui chơi giải trí cho cư dân Saalfelden. Vào mùa hè, hồ được sử dụng làm nơi tắm, còn mùa đông thì làm sân trượt băng.
Các lối đi bộ và đường mòn vào mùa đông được dùng làm tuyến đường trượt tuyết băng đồng. Tại làng Uttenhofen có nhiều sân nhảy trượt tuyết, bao gồm cả sân vận động Felix Gottwald Ski Jumping Stadium và một trung tâm dành cho môn Nordic combination. Saalfelden nổi tiếng trong các môn trượt tuyết băng đồng và biathlon nhờ những vận động viên hàng đầu như Felix Gottwald, Simon Eder, Julian Eberhard và Tobias Eberhard. 
Từ năm 2006, một cuộc thi ba môn phối hợp quốc tế mang tên Tri Motion Austria được tổ chức hàng năm vào tháng 8 tại Saalfelden.

## Nhân vật nổi bật

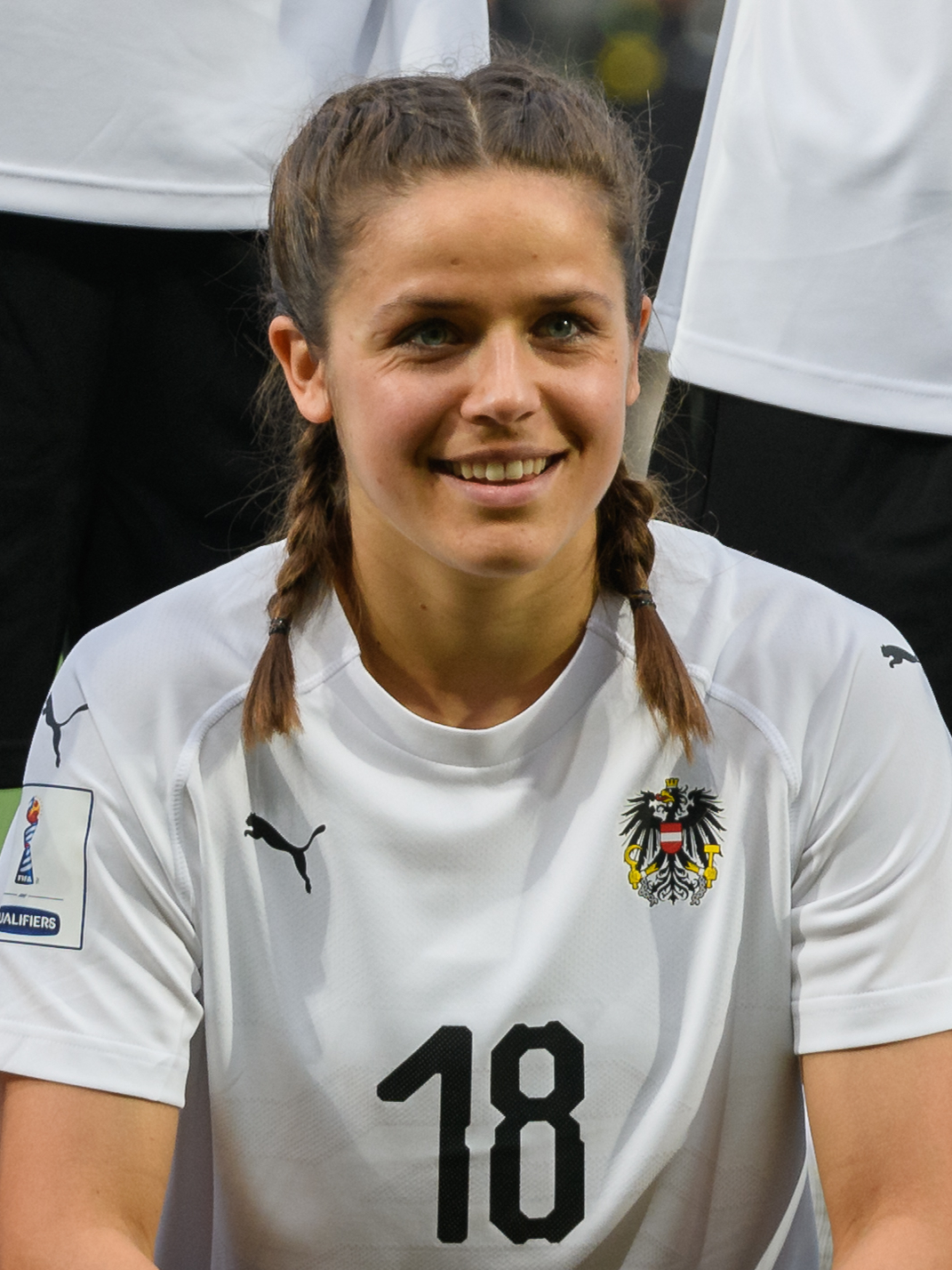
Laura Feiersinger, 2018

- Rosl Schwaiger (1918–1970), nữ ca sĩ opera giọng soprano coloratura

### Thể thao
- Wolfgang Feiersinger (sinh 1965), cầu thủ bóng đá, đã thi đấu 430 trận và 46 trận cho Đội tuyển bóng đá quốc gia Áo
- Gerhard Fellner (sinh 1970), cầu thủ và huấn luyện viên bóng đá; đã thi đấu hơn 340 trận
- Franz Zorn (sinh 1970), tay đua tốc độ, vô địch đua xe tốc độ trên băng châu Âu, 2008
- Reinhard Schwarzenberger (sinh 1977), vận động viên nhảy trượt tuyết, đoạt huy chương đồng đồng đội tại Thế vận hội Mùa đông 1998
- Thomas Hörl (sinh 1981), vận động viên nhảy trượt tuyết, kỷ lục gia thế giới vào tháng 3 năm 2000
- Stefan Schwab (sinh 1990), cầu thủ bóng đá, đã thi đấu hơn 410 trận
- Laura Feiersinger (sinh 1993), cầu thủ bóng đá, đã chơi hơn 100 trận cho Đội tuyển bóng đá nữ quốc gia Áo